# Giancarlo Marocchi
Giancarlo Marocchi (født 4. juli 1965 i Imola, Italien) er en italiensk tidligere fodboldspiller (midtbane).
I løbet af sin 18 år lange karriere spillede Marocchi for henholdsvis Bologna FC samt Juventus. I løbet af sine otte år hos Juventus var han med til at vinde ét italiensk mesterskab, to Coppa Italia-titler, én Champions League-titel samt to udgaver af UEFA Cuppen.
Marocchi spillede desuden 11 kampe for Italiens landshold, som han debuterede for 22. december 1988 i en venskabskamp på hjemmebane mod Skotland. Han var en del af det italienske landshold der vandt bronze ved VM 1990 på hjemmebane, men kom dog ikke på banen i turneringen.

## Titler
Serie A
- 1995 med Juventus

Coppa Italia
- 1990 og 1995 med Juventus

Champions League
- 1996 med Juventus

UEFA Cup
- 1990 og 1993 med Juventus

UEFA Intertoto Cup
- 1998 med Bologna